# Біофарма
ТОВ «Біофарма плазма» — українська фармацевтична компанія, що спеціалізується на розробці та виробництві інноваційних високотехнологічних препаратів з донорської плазми крові людини.

## Історія та сьогодення
1896 року в Києві було засновано «Бактеріологічний Інститут». У 1920 році разом із відкриттям нових відділів його було перейменовано на «Санітарно-бактеріологічний інститут», а у 1938-му — на «Український інститут епідеміології та мікробіології». У 2009 році, після низки змін, реорганізацій та перейменувань (у 1965, 1978, 1992 роках) утворилося ВАТ «Біофарма».
У 2005 році компанія впровадила технологію інактивації вірусів сольвент/детергентним методом (S/D) в процесі виробництва імуноглобулінів.
У 2012 році Horizon Capital, спільно з FMO, придбала пакет акцій Біофарма. Інвестиції було спрямовано на будівництво нового заводу, оснащеного лабораторією контролю якості.
У 2014 році було запущено першу чергу біофармацевтичного науково-виробничого комплексу (НВК) Біофарма в місті Біла Церква, спроектованого за участю фахівців німецької інжинірингової компанії Linde Engineering. Загальна площа комплексу склала 5 гектарів. До його складу входять: фармацевтичний завод з виробництва лікарських засобів, центр наукових досліджень, розробок і технологій, лабораторний корпус контролю якості ЛЗ, склади сировини і готової продукції, корпус енергосистем.
Урочисте відкриття біофармацевтичного НВК «Біофарма» відбулося 16 червня 2015 року.
З цієї нагоди компанія передала Міністру охорони здоров'я України низку медикаментів власного виробництва, загальною вартістю 1 млн грн, для забезпечення потреб Міноборони та лікування військовослужбовців.
Компанія виробляє продукцію у трьох категоріях:
- рецептурні препарати (з плазми донорської крові людини, рекомбінантні препарати, пробіотики та препарати на основі споротворних бактерій, хіміко-фармацевтичні препарати, препарати з органічної сировини, противірусні препарати, препарати з рослинної сировини, гормональні препарати)
- безрецептурні препарати (краплі назальні, краплі очні, супозиторії, спреї)
- дієтичні добавки

У вересні 2019 року відбулася офіційна церемонія відкриття заводу-фракціонатора плазми, що став першим таким заводом в Україні, який зможе переробляти до мільйона літрів плазми на рік. З цієї нагоди Біофарма спільно з МОЗ України провели міжнародний форум з питань компонентів і препаратів крові — «Актуальні питання промислового виробництва препаратів крові». Захід відвідали понад 600 фахівців із Німеччини, Франції, Нідерландів, США та інших країн. Зокрема форум зібрав міжнародних експертів в сфері клінічної та виробничої трансфузіології.
У грудні 2019 року Біофарма продає частину компанії німецькому фармацевтичному виробнику STADA. Таке рішення було прийнято з огляду на те, що саме STADA зможе привнести інвестиції та нову експертизу у виробництві й просуванні лікарських засобів. Акціонери Біофарми зберегли виробництво препаратів з донорської плазми і зосередились на його розвитку як в Україні, так і за її межами.
Наразі компанія зосередилася на боротьбі з пандемією COVID-19 та веде діяльність за двома основними напрямками:
- Клінічні випробування одного із основних класичних продуктів — препарату Біовен, який застосовують у складі комплексного лікування складних перебігів бактеріальних та вірусних пневмоній. Потенційно, він може застосовуватись і для пневмоній, які викликає COVID-19.
- Другий напрямок — це розробка гіперімунного імуноглобуліну із плазми тих, хто перехворів коронавірусом. Вчені з різних країн схиляються, що цей препарат потенційно може бути ефективним для направленого лікування хворих на COVID-19. Для цього Біофарма приєдналась до Міжнародного альянсу[12][15], у який увійшли 10 світових лідерів виробництва препаратів з плазми.

### Будівництво нового комплексу
Наприкінці 2016 компанія Біофарма розпочала будівництво 3-ї черги фармацевтичного заводу з фракціонування плазми крові, плануючи інвестувати в проект близько 50-55 млн доларів протягом 5 років.
У жовтні 2017 року, по завершенні будівництва нового корпусу, складу сировини, комплексу холодильних камер та складу готової продукції, було розпочато монтаж технічного обладнання.
2019 року у Білій Церкві відкрили сучасний завод з переробки плазми крові «Біофарма». На його будівництво було залучено близько 75 мільйонів доларів.[джерело?]
Нині на заводі виробляють:
- Фактори коагуляції — життєво необхідні препарати для хворих на гемофілію.
- Альбуміни — препарати для відновлення та підтримання об'єму циркуляції крові при травмах та операціях.
- Імуноглобуліни — білки крові, що широко застосовуються для посилення здатності організму чинити опір хворобам.

### Лабораторний коворкінг
У 2020 році компанія почала будівництво лабораторного корпусу з коворкінгом де можна буде орендувати лабораторні потужності. Інвестиції у будівництво складуть 7,5 млн $. Планується, що будівництво буде завершено в грудні 2021 року. Лабораторний корпус включатиме мікробіологічну лабораторію, хімічну лабораторію, молекулярно-біологічну лабораторію, науково-дослідну лабораторію і лабораторний коворкінг. Українські підприємці, що створюють стартапи у фармацевтиці, зможуть отримати доступ до лабораторії за собівартістю.

## Пріоритети та соціальні орієнтири
«Біофарма» бере участь у розв'язанні проблеми гемофілії в Україні та боротьбі з епідемією СНІДу і гепатиту С.
2015 року, в рамках державно-приватного партнерства, «Біофарма» інвестувала понад 3,5 млн $ у реконструкцію та модернізацію Сумського обласного центру служби крові (СОЦСК). Це перший центр крові в Україні, сертифікований за міжнародним стандартом ISO 9001:2015.
У 2017 році «Біофарма» розпочала всеукраїнську соціальну програму «Нам не все одно. Ми разом», спрямовану на поліпшення якості життя пацієнтів з гемофілією в Україні. У цьому ж році компанія надала лікувальним закладам Київської області благодійну допомогу на суму 1 млн. грн. Також компанія має наміри збудувати 10 сучасних центрів зі збору донорської плазми по всій Україні.
У березні 2018 року «Біофарма» ініціювала громадські обговорення та провела низку зустрічей з представниками «Всеукраїнського товариства гемофілії», «Світової федерації гемофілії», БФ «Діти з гемофілією». У результаті було укладено та підписано Меморандум про співпрацю, який дає можливість реалізувати систему публічного контролю над виробництвом препарату для хворих на гемофілію «БіоКлот А». Робота й надалі триває в цьому напрямку, зокрема в межах підписаного договору компанія відправляла препарати на контроль в Німеччину.
У травні 2020 року у компанії вирішили змінити стандарти тестування донорів. Відтак усіх донорів тестують на наявність збудників ВІЛ, гепатитів В та С методом ПЛР, а також наявність антитіл до COVID-19 методом ІХЛА на високоточних швейцарських тест-системах ROCHE.[джерело?]
Біофарма активно розвиває культуру донорства в Україні. Компанія залучає зірок та громадськість, зокрема, відомого українського співака, який підтримує культуру донорства — Олега Винника. Біофарма також співпрацює з донорськими організаціями, такими як ДонорUA та NOVA КРОВ. Так, на базі центру компанії у місті Суми Національним реєстром рекордів України було зареєстровано рекорд України: зафіксовано найбільшу кількість донацій крові на тисячу населення. В середньому по Україні показник донацій на тисячу населення становить близько 14, а у Сумах цей показник становить 190. Це майже вдвічі більше, ніж, наприклад, у США.[джерело?]
Наприкінці липня 2020 року у Черкасах відбулося відкриття першого центру Biopharma Plasma. Компанія взяла в оренду застарілий обласний центр крові та перетворила його у високотехнологічний прогресивний європейський заклад. Там встановили сучасне обладнання та зробили максимально комфортні умови як для донорів, так і для працівників.

## Діяльність компанії під час пандемії COVID-19
У березні 2020 року у співпраці з фармацевтичними компаніями з інших країн Біофарма починає розробку препаратів на основі плазми крові людей, які перехворіли на COVID-19.
Наприкінці березня 2020 року Біофарма допомогла лабораторії Центру громадського здоров'я України МОЗ створити національну референтну лабораторію з визначення коронавірусу. Обладнання, яке закупила компанія Біофарма, дозволить швидко та за сучасною методикою визначати в отриманих пробах наявність чи відсутність збудників коронавірусної хвороби. Від 20 березня лабораторія вже проаналізувала сотні проб і таким чином стала флагманом в боротьбі із поширенням коронавірусу в Україні.
У квітні 2020 року Біофарма першою в Україні розпочала збір плазми людей, що одужали від COVID-19. Безкоштовні тестування на наявність антитіл до коронавірусу проводять для усіх донорів, а не лише для тих, що вилікувалися від цієї недуги. У донорів збирають плазму методом апаратного плазмаферезу. В Україні цю технологію на постійній основі використовують лише в плазмацентрах компанії Біофарма.
Біофарма приєдналась до Міжнародного Альянсу «CoVIg-19». Мета його діяльності — розробити ліки від COVID-19. Світові лідери виробництва ліків із плазми крові об'єднали зусилля для прискорення розробки і виробництва гіперімунного імуноглобуліну. Призначення препарату — лікування пацієнтів із ускладненим перебігом COVID-19. З ініціативою спільних дій виступили компанії CSL Behring (США) та Takeda (Японія). До них вже приєднались Biotest (Німеччина), BPL (Велика Британія), LFB (Франція) та Octapharma (Швейцарія). Компанія Biopharma є єдиною українською компанією, яка входить до цього Міжнародного Альянсу. Наприкінці липня 2020 року у США відбувся круглий стіл за участі Дональда Трампа. Під час заходу учасники Міжнародного Альянсу «CoVIg-19» відзвітували про темпи розробки ліків від хвороби, а президент США закликав громадськість здавати «ковідну» плазму.
На початку травня 2020 року Біофарма отримала офіційний дозвіл на проведення клінічних досліджень класичного препарату Біовен, який є потенційно ефективним у комплексній терапії COVID-19. Уже у серпні впливовий американський вебресурс ClinicalTrials.gov оприлюднив клінічні дослідження препарату Біовен. Під час досліджень українські та міжнародні фахівці зазначили, що Біовен знижує вираженість цитокінового шторму і дозволяє стабілізувати стан важкохворих. У всіх, хто приймав Біовен, спостерігають стабілізацію загального стану у строк до 2 днів після введення препарату з подальшим зменшенням проявів дихальної недостатності.
Біофарма має намір інвестувати $7 млн у будівництво нового офісно-лабораторного комплексу у Білій Церкві. Там розташуються лабораторії вхідного і вихідного контролю, R&D лабораторія, а також лабораторія для коворкінгу. Компанія планує надавати її різним претендентам для роботи над науковими проектами. Вже розпочалось проєктування, початок будівництва запланований на осінь 2020 року.
Станом на червень 2020 року у плазмацентрах Біофарма високоточними системами Roche протестовано вже більше 12 000 осіб. Антитіла до COVID-19 виявлені у 58 українців. Показник становить 0,46 % від загальної кількості донорів, яким зроблено аналіз.
Міністр охорони здоров'я зазначив, що препарат компанії «Біовен» внесуть до протоколу лікування COVID-19.